# Gray Horton
William Gray Horton, född 24 augusti 1897 i Paris, Frankrike, död 13 juli 1974 i Westminster, Storlondon, var en brittisk bobåkare. Han deltog vid olympiska vinterspelen 1924 i Chamonix i det brittiska laget i fyrmansbob, som slutade på femte plats.